# Mehdi Kirch
Mehdi Kirch, född 27 januari 1990, är en fransk fotbollsspelare som spelar för F91 Dudelange.

## Karriär
Mellan 2007 och 2010 spelade Kirch för Strasbourgs reservlag i franska fjärdedivisionen och säsongen 2010/2011 spelade han för Schiltigheim i femtedivisionen. Därefter gick Kirch till belgiska FC Bleid-Gaume, där han spelade 30 matcher i tredjedivisionen under säsongen 2011/2012.
Kirch flyttade därefter till Luxemburg och spelade mellan 2012 och 2019 för Fola Esch, där han gjorde fem mål på 180 tävlingsmatcher. Kirch blev även ligamästare två gånger under sin tid i Fola Esch. Inför säsongen 2019/2020 gick han till ligakonkurrenten F91 Dudelange. Kirch spelade 25 ligamatcher och gjorde fyra mål under säsongen 2021/22 då Dudelange blev luxemburgska mästare.

## Meriter
Fola Esch
- Luxemburgsk mästare: 2013, 2015

 F91 Dudelange
- Luxemburgsk mästare: 2022